# Eleutherodactylus warreni
Eleutherodactylus warreni är en groddjursart som beskrevs av Schwartz 1976. Eleutherodactylus warreni ingår i släktet Eleutherodactylus och familjen Eleutherodactylidae. IUCN kategoriserar arten globalt som akut hotad. Inga underarter finns listade i Catalogue of Life.